# Battaglia di Ardahan
La battaglia di Ardahan fu combattuta fra il 25 dicembre 1914 ed il 18 gennaio 1915, nell'ambito dell'offensiva invernale dell'esercito ottomano voluta da Ismail Enver. L'unità militare ottomana che condusse l'operazione fu la divisione Stanke Bey, un distaccamento del X Corpo della Terza Armata Ottomana, noto anche col nome di I Corpo e comandato dal maggiore tedesco August Stange, promosso poi tenente colonnello. Obiettivo di Stange era la conquista della città di Ardahan al fine di tagliare la linea Sarıkamış-Kars, che forniva il supporto fondamentale alle forze russe impegnate nella difesa di Sarıkamış durante l'attacco del grosso delle forze ottomane.